# Les Ménines
Les Ménines (en espagnol : Las Meninas, terme désignant les demoiselles d'honneur et la beauté), également connu sous l'appellation La Famille de Philippe IV, est le portrait le plus célèbre de Diego Vélasquez, peint en 1656. Le tableau est présenté au musée du Prado de Madrid. La composition complexe et énigmatique de la toile interroge le lien entre la réalité et l’illusion et crée une relation incertaine entre celui qui regarde la toile et les personnages qui y sont dépeints. Cette complexité a été la source de nombreuses analyses qui font de cette toile l'une des plus commentées de l'histoire de la peinture occidentale.
Ce tableau dépeint une très grande pièce du palais du roi Philippe IV dans laquelle se trouvent plusieurs personnages de la cour. La jeune infante Marguerite-Thérèse est entourée de demoiselles d'honneur, d'un chaperon, d'un garde du corps, d'une naine, d'un enfant italien et d'un chien.
Derrière eux, sur la gauche, Vélasquez se représente lui-même en train de peindre, regardant au-delà la peinture, comme s'il regardait directement l'observateur de la toile. Un miroir à l'arrière plan réfléchit les images du roi Philippe IV et de la reine Marie-Anne, parents de l'infante, en train d'être peints par Velázquez (ou peut être, selon certains universitaires, réfléchissant le tableau que peint Vélasquez représentant le couple royal). Par le jeu de miroir, le roi et la reine semblent être placés hors de la peinture, à l'endroit même où un observateur se placerait pour voir celle-ci.
Au fond, le chambellan José Nieto apparaît à contre-jour, comme une silhouette, sur une courte volée de marches, tenant d'une main un rideau qui s'ouvre sur un incertain mur ou espace vide.
La peinture Les Ménines est reconnue comme l'une des toiles les plus importantes de la peinture occidentale. Le peintre baroque Luca Giordano a dit de cette peinture qu'elle représente la « théologie de la peinture » tandis que Thomas Lawrence la qualifia de « philosophie de l'art ».
Les peintres du XVIIe siècle en Espagne ne bénéficiaient que très rarement d'un statut social élevé. La peinture y était considérée comme une technique et non comme un art. Vélasquez est l'exception qui confirme la règle. Entré au service de Philippe IV en tant que peintre officiel du roi en 1623, il devient le curateur de la collection de peinture du souverain à partir des années 1640. Il semble avoir bénéficié d'un degré de liberté relativement inhabituel à ce poste. Il supervise la décoration intérieure du palais et est responsable de l'achat de tableaux pour le compte du roi d'Espagne. À partir des années 1650 Vélasquez est réputé en Espagne comme un fin connaisseur des arts. Le gros de la collection du musée du Prado, dont des Titien, des Raphaël et des Rubens, a été acquise et regroupée sous la curatelle de Velázquez. Il gravit les échelons de la cour de Philippe IV, il est anobli et nommé grand maître des appartements du Palais (aposentador mayor de Palacio) en 1651, poste qu'il occupera jusqu'à sa mort en 1660. Le poste lui apporte une reconnaissance sociale et une aisance matérielle mais ne lui laisse que peu de temps pour la peinture. Pendant les huit dernières années de sa vie où il occupe ce poste il ne peint que peu d'œuvres, surtout des portraits de la famille royale. Quand il peint Les Ménines en 1656-1657, il est au service du roi Philippe IV depuis 33 ans.

## Généalogie royale

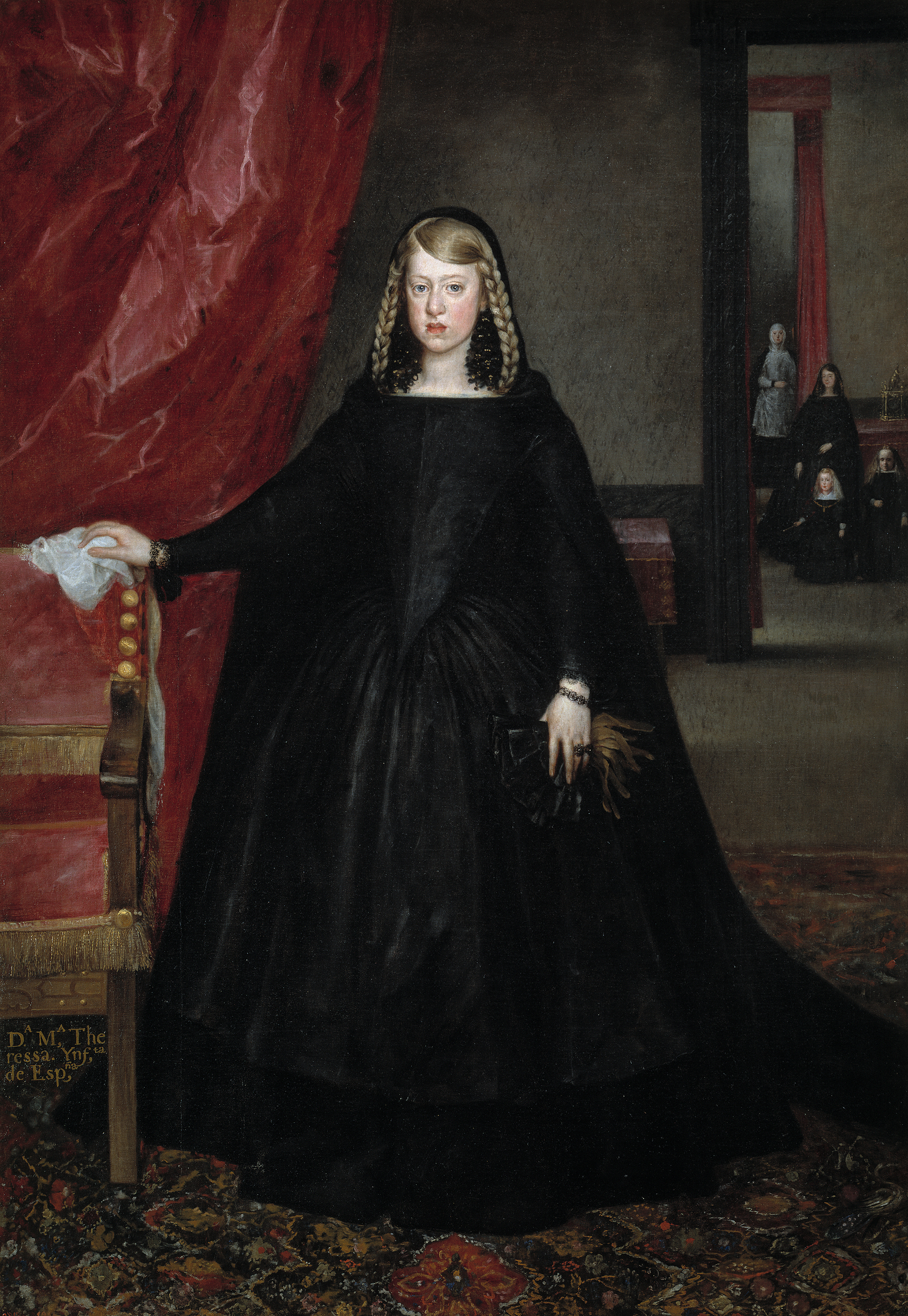
L'infante Marguerite Thérèse portant le deuil de son père par Juan del Mazo (1666).
À l'arrière-plan son frère Charles II et la naine Maria Bárbola également représentée dans Les Ménines.

La première épouse du roi Philippe IV d'Espagne, Élisabeth de France, meurt en couches en 1644. De leurs neuf enfants, seuls deux ont dépassé le seuil de l'enfance : une fille, l'infante Marie-Thérèse née en 1638 et leur seul fils, l'infant Baltasar Carlos né en 1629 qui suit sa mère dans la tombe en 1646. Le roi, qui n'a plus d'héritier mâle, épouse en secondes noces en 1649 et à l'âge de 44 ans l'archiduchesse Marie-Anne d'Autriche— sa nièce auparavant promise au feu infant Baltasar Carlos —, qui en a 14. Ainsi allait la politique en ces temps où on ne connaissait pas les lois de l'hérédité et qui nécessitait que les Habsbourg d'Espagne s'allient à leurs cousins autrichiens (les choses seront les mêmes un siècle plus tard avec les Bourbons).
Marguerite Thérèse, née en 1651, est leur premier enfant et le seul survivant à l'époque où Les Ménines a été peinte. Ils auront par la suite quatre autres enfants dont trois meurent en bas âge. Velázquez a peint d'autres portraits de la reine Marie-Anne et de ses enfants mais Philippe IV refusait d'être peint dans son âge mûr, faisant toutefois une exception pour Les Ménines. Philippe IV avait sa chaise attitrée dans l'atelier de Velázquez et allait souvent le voir travailler. En dépit de l'étiquette rigide qui gouvernait la vie du palais, Velázquez et Philippe IV semblent avoir été très proches. À la mort du peintre, le souverain espagnol écrira : « Je suis brisé » dans la marge d'un document sur le choix de son successeur.

## Provenance et état de la toile
Selon A. Hugon, le tableau figura dans différents inventaires à partir de 1666 (la toile était connue sous le nom de La famille puis La famille de Philippe IV). L'œuvre fut mentionnée par Félix da Costa (1696), et Luca Giordano (1700), ce dernier dans l'inventaire de la collection de l'Alcazar royal de Madrid ; la toile, sauvée du feu en 1734, fut accrochée dans le nouveau palais royal en 1764 ; le peintre allemand Anton Raphael Mengs en souligna l'importance. Elle acquit enfin une certaine renommée à partir de l'ouverture du musée du Prado en 1819. La première mention du nom moderne Las Meninas est de 1843 sur le catalogue du musée du Prado.
La radiographie a aussi révélé que, dans un premier temps, la moitié gauche du tableau n'était en fait pas occupée par une représentation du peintre, mais complètement occultée par un rideau rouge, d'où un jeune garçon tendait vraisemblablement un bâton de commandement à l'Infante, alors au centre du tableau. C'était donc un tableau dynastique très clair, très simple : il y avait l'héritière du trône et, au fond, la présence auratique du roi et de la reine, fondateurs de la dynastie. Pourtant, quelques années plus tard naquit l'infant Próspero, héritier mâle à qui revenait alors la succession, raison pour laquelle Velázquez, à la demande du roi, a modifié le tableau devenu faux et s'est peint lui-même en train de peindre supposément le roi et la reine (il est d'ailleurs intéressant de constater qu'il n'existe en réalité aucun tableau commun du roi et de la reine, contrairement à ce que Velázquez voudrait nous faire croire). Mais cependant, ce ne fut pas le seul autoportrait du peintre.
Un examen aux rayons infrarouges a révélé quelques traces d'anciennes corrections effectuées par Velázquez. Sa tête, par exemple, était penchée à sa droite avant d'être repeinte penchant à gauche. 

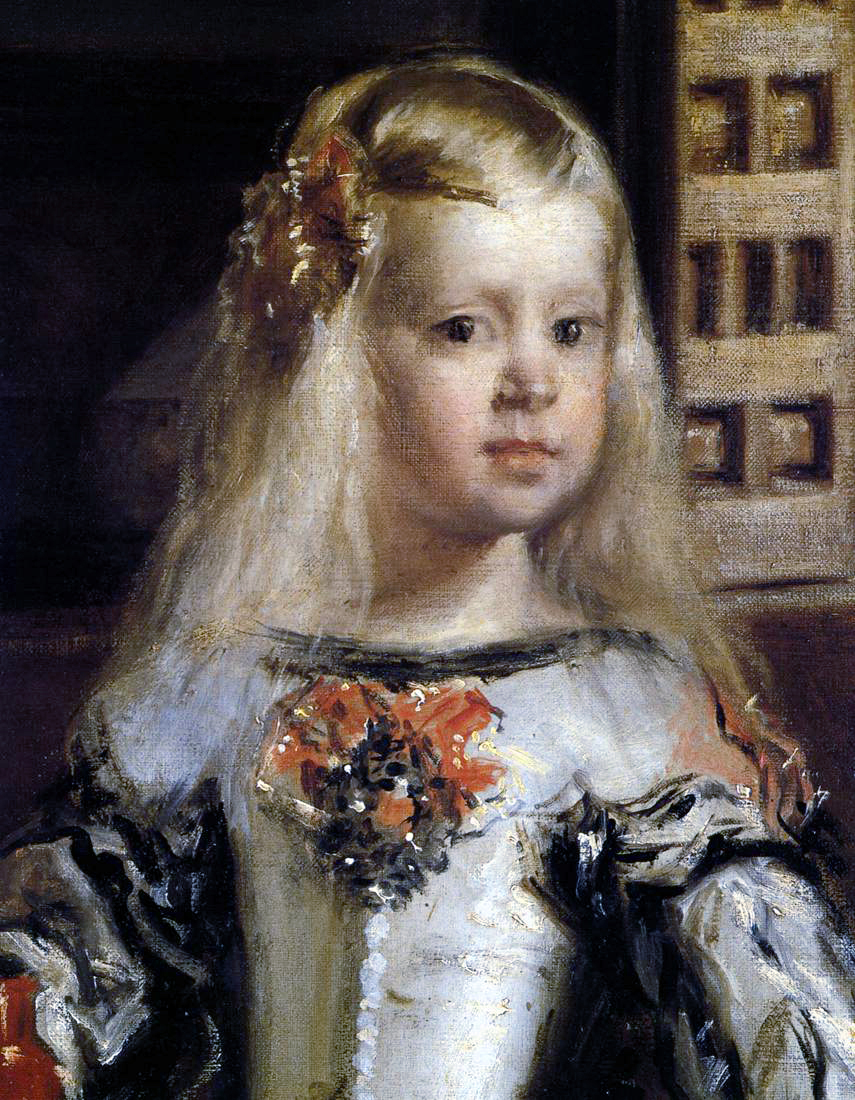
Détail de la fille de Philippe IV, Marguerite Thérèse. Sa joue gauche a été repeinte après avoir été endommagée dans l'incendie de l'Alcazar Royal de Madrid de 1734

Antonio Palomino a publié une description détaillée de la peinture en 1724 à laquelle l'on doit l'identification des personnages qui y sont dépeints, et qui sert de référence sur l'état originel de l'œuvre. La peinture a été découpée sur la droite et la gauche mais il n'existe pas de documentation sur les raisons ou la date de ce découpage. En 1734, la toile a été endommagée par le feu qui a détruit l'Alcazar royal de Madrid et a été restaurée par le peintre de la cour Juan García de Miranda (1677–1749). La joue gauche de l'infante a été pratiquement entièrement repeinte à cette occasion pour compenser une substantielle perte de pigment. Le cadre original de la peinture a également été détruit durant cet incendie. Après son sauvetage de l'incendie, on retrouve la toile dans l'inventaire de la collection royale de 1747-1748, mais l'infante Marguerite-Thérèse est identifiée à tort comme étant sa demi-sœur Marie-Thérèse. Cette erreur est reproduite dans l'inventaire de 1772.
La peinture fait partie de la collection du musée du Prado depuis sa création en 1819. La dernière restauration date de 1984 sous la supervision du conservateur américain John Brealey. Récemment, la peinture a souffert une perte de texture et de pigment due à l'exposition de la toile au public et à la pollution, le contraste entre les pigments blancs et bleus des costumes des personnages s'est estompé.

## Composition
Selon un procédé habituel à l'époque pour organiser un groupe complexe de personnages, la toile est divisée en quarts horizontalement et en septièmes verticalement. Velázquez y présente 9 personnages, 11 si l'on compte la réflexion du miroir, et pourtant ils n'occupent que la moitié inférieure de la toile. À cette division de la surface de la toile s'ajoute une division par sept de la profondeur ajoutant à la complexité de la composition. Comme dans un décor de théâtre, les sept divisions de profondeur sont placées à intervalles irréguliers. La première division est composée par la toile et le chevalet sur la gauche et, sur la droite, le chien et le jeune garçon qui le réveille. La seconde division est composée de l'infante, de ses deux demoiselles d'honneur ainsi que de la naine. La troisième zone en profondeur contient Velázquez peignant, ainsi que la chaperonne et le garde. La quatrième zone contient le mur du fond et les tableaux accrochés, la cinquième zone est celle où se tient Nieto. La sixième zone est derrière Nieto et la dernière dans le miroir. Cette dernière zone peut être vue à la fois comme derrière le miroir mais également comme devant la scène représentée créant une zone où se tiennent à la fois le roi et la reine réfléchis mais également l'observateur de la toile.
Selon López-Rey, la peinture a trois points focaux : l'infante Margarita, l'autoportrait de Velázquez et les images réfléchies dans le miroir. En 1960, l'historien Kenneth Clark soutint que le succès de la composition est avant tout le résultat d'une maîtrise précise du jeu d'ombre et de lumière :  

« Chaque point focal nous implique dans une nouvelle série de relations et, pour peindre un groupe complexe comme celui de Les Ménines, le peintre doit concevoir une échelle de relations qu'il doit appliquer à l'ensemble. Il peut se servir de toutes sortes d'artifices pour arriver à son but, la perspective est l'un d'entre eux, mais à la fin la vérité d'une impression visuelle complète ne dépend que d'une chose: la vérité dans la teinte. Le dessin peut être sommaire, les couleurs fades, mais si les relations entre les teintes sont vraies l'image, dans son ensemble, se tiendra. »

La profondeur et la dimension sont rendues par l'usage de la perspective avec un seul point de fuite, par la superposition des figures contenues dans les différents plans de découpage dans la profondeur, et comme remarqué par Clark par l'usage de teinte et de jeux de lumière. Ces éléments de composition interviennent de nombreuses façons dans la toile. Il y a tout d'abord la lumière naturelle dans la pièce principale et celle au-delà derrière la porte. L'espace pictural de la pièce est éclairé par ces deux sources : des fins rayons de la porte ouverte et une lumière plus vive de la fenêtre sur la droite. Le philosophe et critique Michel Foucault observe que la lumière de la fenêtre sur la droite éclaire à la fois l'avant plan de la scène représentée mais également l'endroit non représenté où devraient se situer le roi, la reine et l'observateur de la toile.
Velázquez se sert de cette lumière non seulement pour ajouter de la précision et du contenu à chaque forme mais également pour marquer les points focaux de la toile. La lumière venant de la droite fait briller la chevelure blonde de la naine qui est la plus proche de la source de lumière. Néanmoins, la tonalité générale de ce visage tourné vers l'obscurité fait qu'il n'est pas un point d'intérêt particulier de la toile. De même, la lumière en oblique sur le visage de la dame de compagnie de droite éclaire la joue mais pas les traits de son visage. Une bonne part de sa robe aux couleurs claires est obscurcie par les ombres. L'infante, par contre, se tient en pleine lumière et son visage est tourné vers la lumière bien qu'elle ne regarde pas dans cette direction. Son visage est encadré par la pâleur de ses cheveux qui la séparent du reste de l'image. La robe à panier ainsi que l'ombre qu'elle projette sur le sol soulignent la petite figure et la marquent comme le principal point d'attention de la toile.

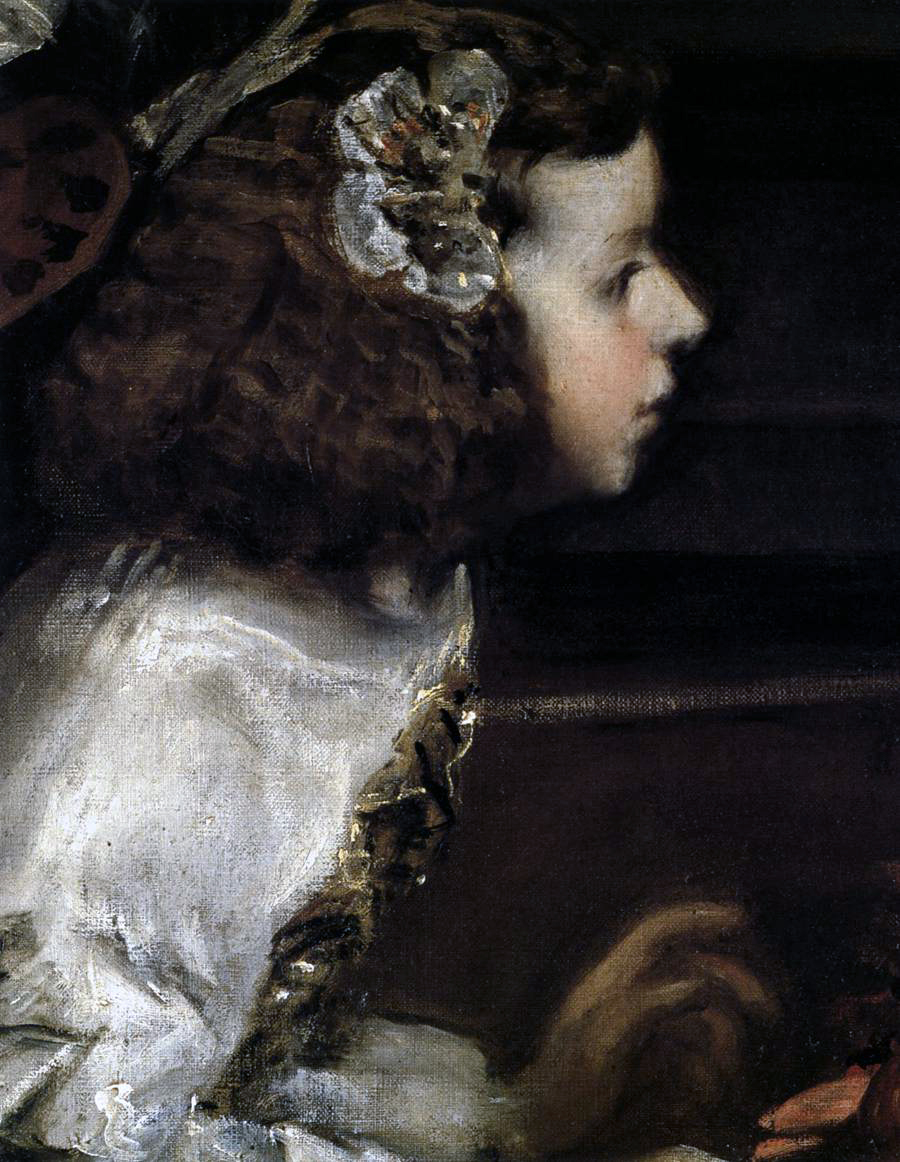
Détail de doña María de Sotomayor

L'infante est plus encore mise en évidence par Velázquez grâce aux positions et à l'éclairage de ses deux dames de compagnie qu'il place en opposition l'une de l'autre ; l'une devant à gauche et l'autre derrière à droite, encadrant l'infante. La dame de compagnie de gauche fait face à la lumière, son visage ainsi que sa manche forment une diagonale. La dame de compagnie de droite soutient l'importance de l'infante de manière plus large, mais moins intentionnée. Sa manche et son visage forment une deuxième diagonale qui, avec la première, encadrent et protègent l'endroit où se situe l'infante. Une troisième diagonale interne, marquée par la robe de l'infante, passe à travers elle et souligne plus encore son visage.
Les visages de Velázquez et de la naine regardent tous deux l'observateur de la toile d'un même angle créant une tension visuelle. Le visage de Velázquez n'est que faiblement éclairé  par une lumière indirecte plutôt que directe. Il en résulte que les traits de son visage sont plus visibles, bien que moins éclairés, que ceux de la naine qui est bien plus proche de la source lumineuse. Le visage de Velázquez, visible dans son intégralité et regardant droit vers l'observateur, attire l'attention. L'importance de son visage est plus encore marquée dans les tons par le contraste entre ses cheveux sombres et la lumière venant sur le pinceau et sa main, ainsi que par les deux triangles clairs de sa chemise qui pointent directement vers son visage.
Nieto se tient sur la droite au fond, comme un écho, en opposition avec la forme de l'artiste : à l'extérieur plutôt qu'à l'intérieur, rendu clairement visible bien que difficilement identifiable par les jeux d'ombre et de lumière. La position d'une telle zone de fort contraste tonal, juste au fond du principal espace pictural, représenté par l'infante, est une tactique de composition audacieuse de la part de Velázquez. Les vives formes de lumière de cette zone sont similaires à celles de la demoiselle d'honneur sur la droite et l'encadrement bien défini de la porte reproduit le contour du  miroir sur la gauche.
Le miroir est parfaitement défini par un pâle rectangle ininterrompu à l'intérieur d'un large cadre sombre. On ne peut pas distinguer les traits du visage du roi ou de la reine mais les ovales éclairés que forment leurs figures sont clairement tournés vers l'observateur. La forme géométrique de leurs visages éclairés de face attire plus l'attention que la figure géométrique brisée de la porte ou que les visages présentés en oblique et mal éclairés tels ceux du nain au premier plan ou de Nieto. Jonathan Miller remarque que bien qu'il y ait un « ajout d'une lueur suggestive sur les bords biseautés, le miroir trahit surtout son identité en présentant une image dont la brillance est tellement inconsistante avec le caractère sombre du mur qui l'entoure qu'elle n'a pu qu'être empruntée par réflexion aux figures fortement illuminées de la reine et du roi. »
Comme les dames de compagnie qui se réfléchissent l'une l'autre, le roi et la reine ont également leurs doubles dans la peinture : les figures peu éclairées de la chaperonne et du garde sur la droite. Ces doublures de la reine et du roi sont également des doublures de fonction : la chaperonne et le garde sont les deux qui ont à servir et protéger l'infante. La position de toutes ses figures sur une même ligne horizontale forme une répétition : un homme, un couple, un homme, un couple et, bien que les personnages sur l'extérieur soient plus proches de nous, ils occupent tous la même bande horizontale dans la peinture.
L'enfant à l'avant-plan, dont la main levée est comme un écho à celle de l'homme du fond, est, par son aspect joyeux, en contraste avec la scène centrale. Sa pose informelle, ses cheveux sombres et son profil obscurci font de lui une image en miroir de la demoiselle d'honneur s'agenouillant devant l'infante. Néanmoins le peintre l'a placé à l'avant-plan, devant la source de lumière, minimisant ainsi le contraste de ce personnage.
Cette toile est la seule toile de Velázquez où le plafond est représenté et est également celle où le rendu de l'espace architectural est le plus complet et ce malgré quelques ambigüités spatiales. Le peintre n'a jamais autant cherché à amener le regard dans des zones au-delà du regard de l'observateur selon López-Rey. On en peut qu'imaginer le canevas qu'il peint ainsi que la zone qui devrait se trouver à l'avant de la zone peinte et où se trouvent la reine et le roi. Le sombre plafond dépouillé, la toile que peint Velázquez, ainsi que le strict arrangement des peintures sur les murs contrastent avec l'entourage bien éclairé, animé et somptueusement peint à l'avant-plan. Stones écrit :

« Nous ne pouvons pas embrasser du regard tous les personnages de la toile. Non seulement les dimensions de cette toile peinte en taille réelle l'empêchent mais, de plus, les visages tournés dans des directions différentes font que notre regard est dévié. Cette peinture communique à travers des images qui, pour qu'elles soient comprises, doivent être considérées l'une après l'autre, dans le contexte d'une histoire qui se déroule. »

## Miroir, réflexion et scènes incrustées

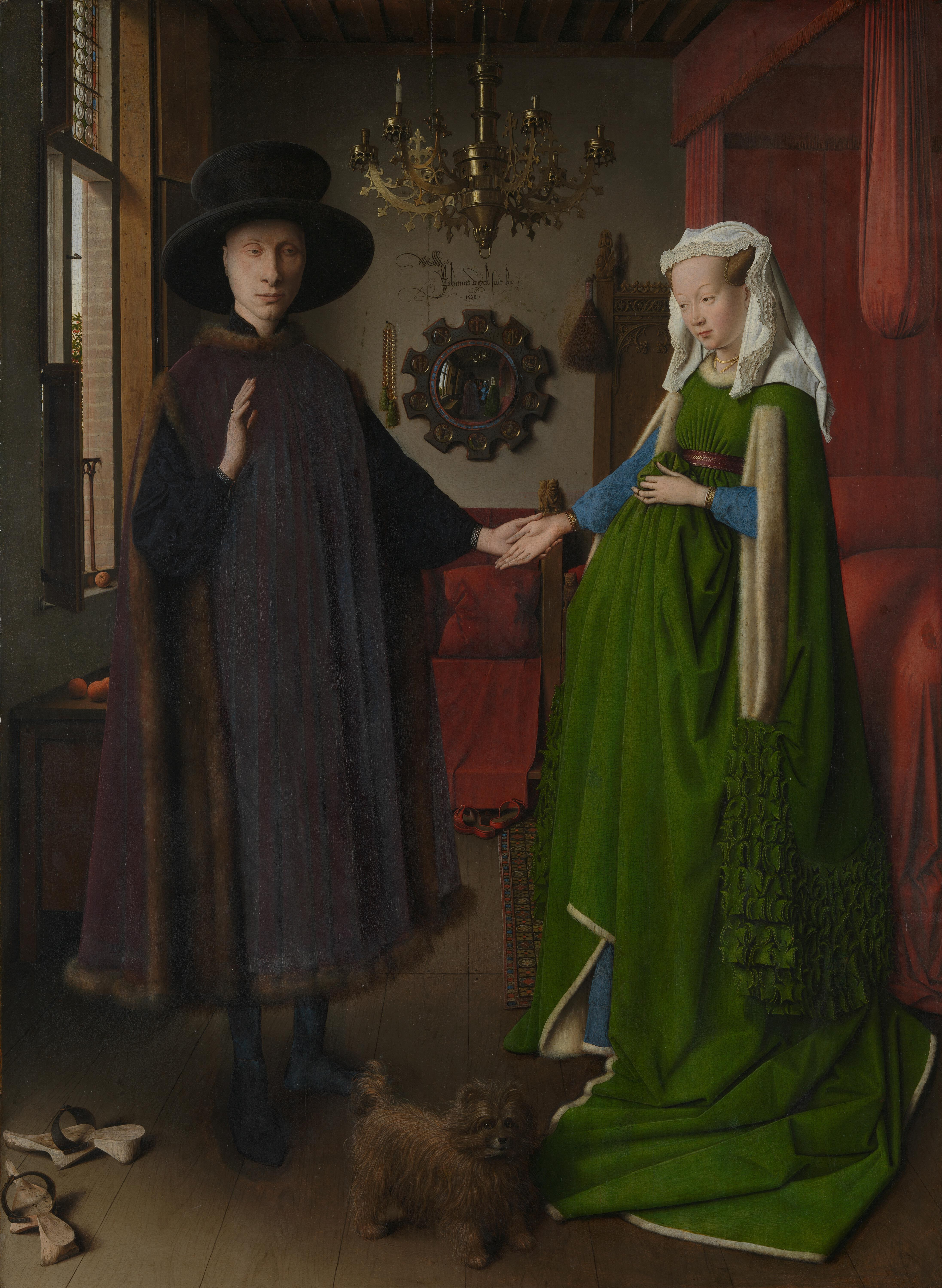
Dans Les Époux Arnolfini (1434), Jan van Eyck se sert d'une image réfléchie dans un miroir de fan similaire à Velázquez dans Las Meninas. Cette toile a très probablement inspiré Velázquez pour les Ménines

La structure spatiale et la position du miroir sont telles que Philippe IV et Marie-Anne semblent se tenir du côté de la peinture où se trouve l'observateur de la toile, faisant face à l'infante et son entourage. Selon Janson non seulement l'infante et son entourage sont présents pour distraire le couple royal mais l'attention de Velázquez est concentrée sur eux tandis qu'il peint leur portrait. Bien qu'ils ne puissent être vus que dans le miroir, la représentation du couple royal tient une place centrale dans la toile aussi bien en termes de hiérarchie sociale qu'en termes de composition. En tant que spectateur notre position par rapport à eux est incertaine. La question de savoir si l'observateur de la toile se tient près du couple royal ou s'il les remplace et voit la scène par leurs yeux est une question non tranchée et qui fait débat. La deuxième hypothèse est néanmoins soutenue par les regards de Velázquez, de l'infante et de Maribarbola qui regardent droit vers l'observateur de la toile.

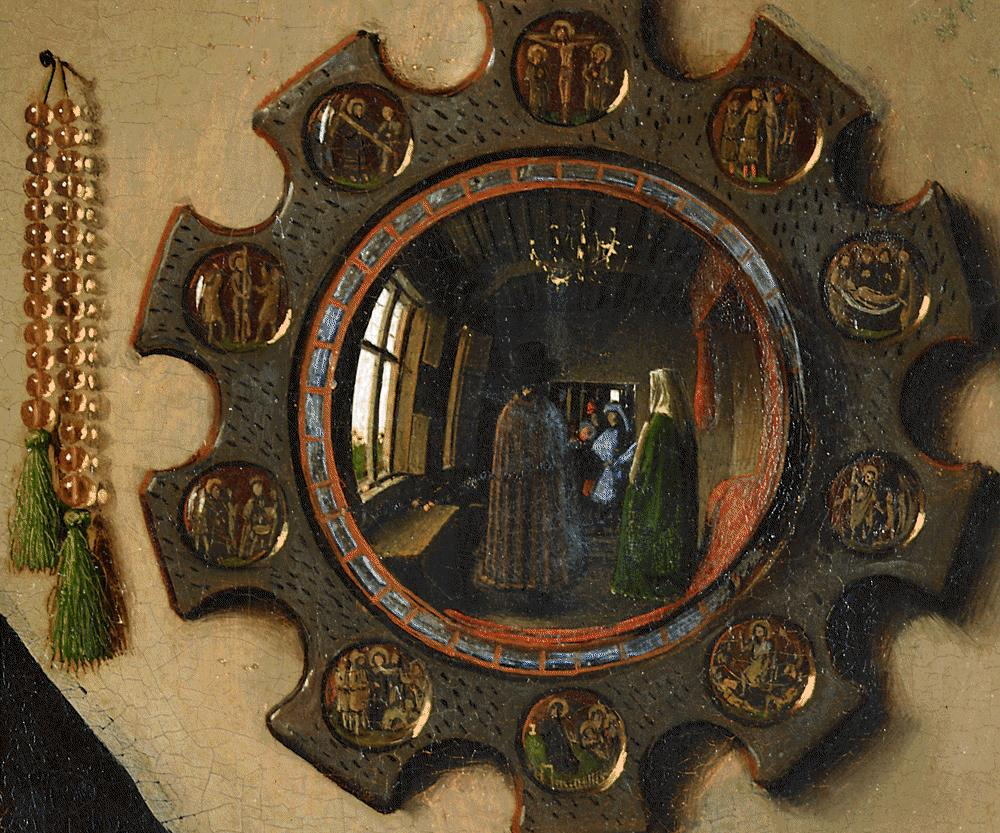
Détail du miroir de Les Époux Arnolfini de van Eyck. Van Eyck montre le peintre à travers le miroir. Le miroir de Les Ménines peut être vu comme une image miroir de celui-ci représentant dans l'espace pictural « réel » le peintre et le couple royal dans le miroir.

Dans Les Ménines, la reine et le roi sont supposés  être en dehors de la peinture et pourtant leur réflexion sur le miroir les replace à l'intérieur de l'espace pictural. Le miroir mis en évidence sur le sombre mur du fond montre ce qui n'est pas là : la reine, le roi et, selon les mots de Harriet Stone, « les générations de spectateurs qui sont venus prendre la place du couple devant la toile. »
En 1980 les critiques Joel Snyder et Ted Cohen ont observé :

« Vélasquez voulait que l'image projetée dans le miroir dépende du reste de la toile peinte. Pourquoi voulait-il cela ? L'image lumineuse du miroir semble réfléchir le roi et la reine mais il fait plus que cela : il contrefait la nature. L'image réfléchie est seulement une réflexion. Une réflexion de quoi ? Du chef-d'œuvre véritable ; de l'art de Vélasquez. »

Les Ménines ont très certainement été influencées par la toile de Jan van Eyck Les Époux Arnolfini. À l'époque, le tableau de Van Eyck est accroché au palais de Philippe IV et Velázquez connaissait sans doute très bien cette toile,. Il y a également un  miroir dans Les Époux Arnolfini, à l'arrière de la scène picturale, qui reflète deux personnages et le couple de dos. Bien que ces personnages soient trop petits pour être identifiés, une hypothèse est que l'un d'entre eux soit le peintre lui-même qui n'est pas représenté en train de peindre.
Selon Lucien Dällenbach : 

« Le miroir des Ménines fait face à l'observateur comme celui du tableau de Van Eyck. Mais le procédé ici est plus réaliste : le miroir à l'arrière n'est plus convexe mais plat. Alors que dans le tableau de Van Eyck les objets et les personnages sont recomposés dans un espace déformé et condensé par la courbure du miroir, le tableau de Vélasquez refuse de jouer avec les lois de la perspective : il projette sur le canevas les doubles parfaits du roi et de la reine qui se tiennent face au tableau. De plus, en montrant à la fois les personnages qu'observe le peintre et, à travers le miroir, les personnages qui sont en train de l'observer, Vélazquez aboutit à une réciprocité des regards dont la conséquence est de faire émerger l'image de son cadre et d'inviter le visiteur à entrer dans la toile. »

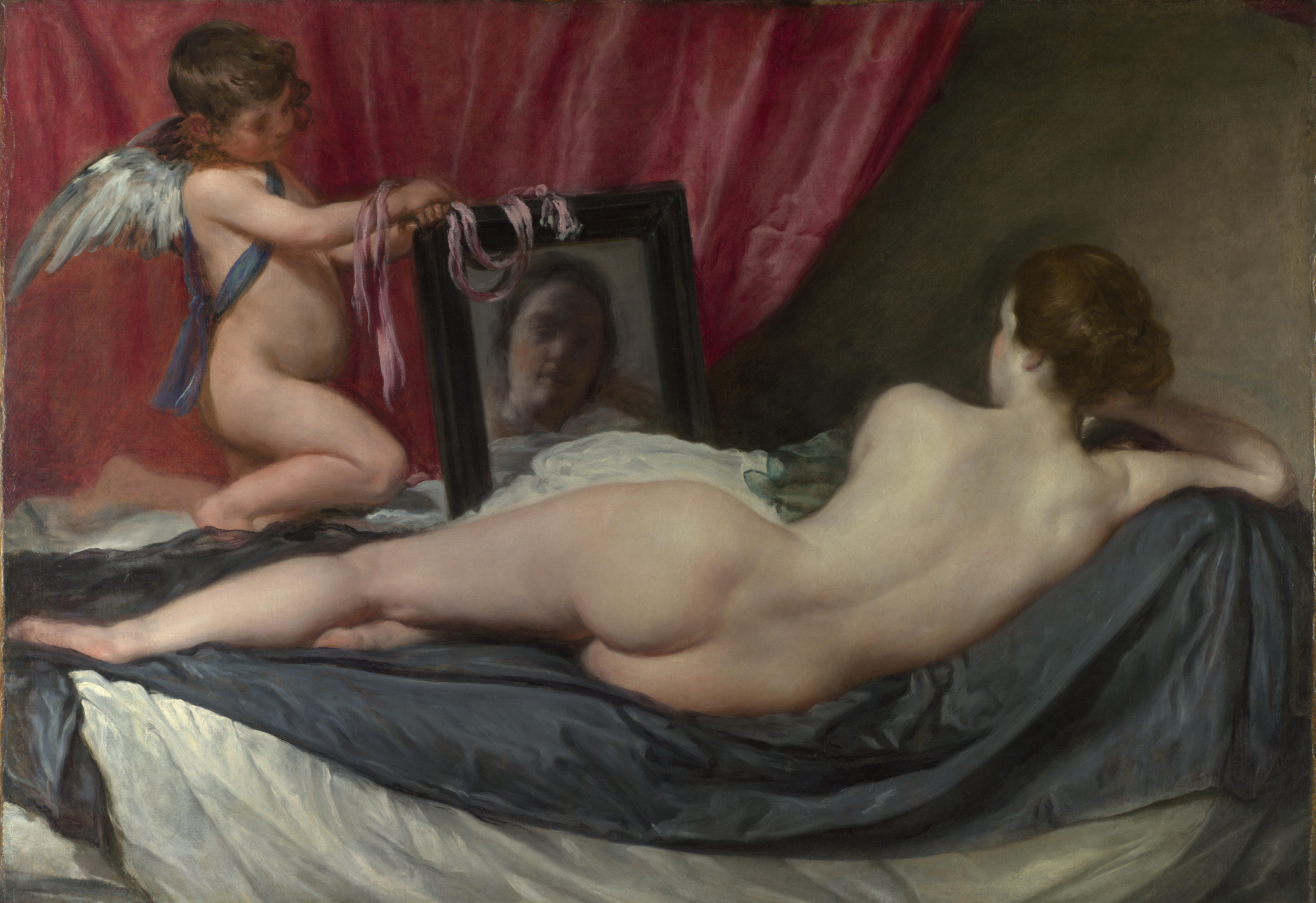
Vénus à son miroir
Vers 1644-1648
The Trustees of the National Gallery, Londres

Le miroir du tableau faisant une trentaine de centimètres de haut, les images du roi et de la reine sont intentionnellement floues. Jonathan Miller se pose la question : « Que devons nous penser des visages flous du roi et de la reine dans le miroir?  Il est peu probable qu'il s'agisse d'une imperfection dans l'optique du miroir, qui en réalité aurait montré une image mise au point du roi et de la reine. » Un effet similaire est présent dans Vénus à son miroir, le seul nu de Velázquez qui nous est parvenu, le visage du sujet est visible, floutée dans le miroir au-delà de tout réalisme. L'angle du miroir est tel que « bien qu'elle soit souvent décrite comme se regardant dans le miroir elle est, de façon plus déconcertante, en train de nous regarder ». Amusé, Miller note également qu'en plus du miroir représenté dans Les Ménines on peut en imaginer un autre non représenté sans lequel il aurait été difficile pour Velázquez de se peindre lui-même en train de peindre.

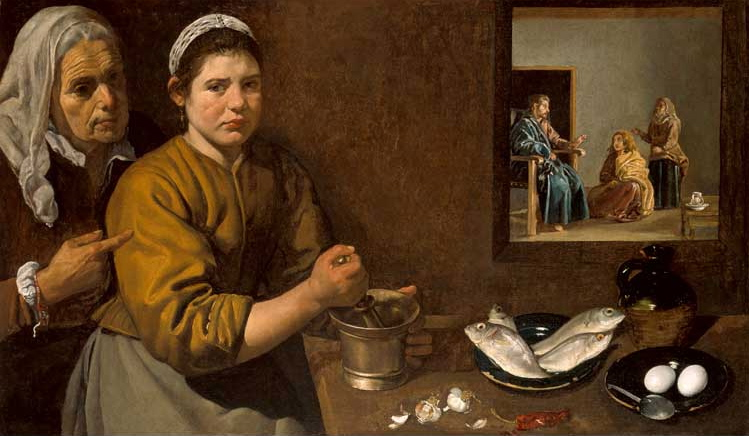
Le Christ dans la maison de Marthe et Marie, Diego Velázquez, 1618. La petite image dans le coin peut être vue soit comme fenêtre donnant sur une autre pièce, soit une peinture sur le mur ou encore un miroir.

De nombreux aspects de Les Ménines peuvent se rapprocher d'œuvres précédentes de Velázquez où il joue avec les conventions entourant la représentation. Selon López-Rey plus encore que Les Époux Arnolfini, le tableau qui se rapproche le plus de Les Ménines est le Christ dans la maison de Marthe et Marie de Vélazquez peint en 1618. Avant la restauration de la toile en 1964 de nombreux historiens de l'art voyaient la scène qui semble incrustée en haut à droite de ce tableau soit comme un miroir, soit comme une toile accrochée au mur. Ce débat a en partie continué après la restauration, bien que selon le National Gallery de Londres où est exposée la toile et qui est catégorique quant à l'intention de Velázquez, le Christ et ses compagnons ne sont visibles qu'à travers une fenêtre donnant sur la pièce voisine,. Les costumes portés dans les deux pièces sont également différents : les costumes de la scène principale sont contemporains de Velázquez tandis que ceux de la scène où se trouvent le Christ utilisent les conventions iconographiques traditionnelles pour les scènes bibliques. Dans Les Fileuses, probablement peint un an après Les Ménines, deux scènes d'Ovide sont représentées : l'une au premier plan en costume contemporain et l'autre à l'arrière-plan en partie en costume antique. Selon le critique Sira Dambe, « les aspects de la représentation et du pouvoir sont traités dans cette toile de façon similaire au traitement qu'il a été fait dans Les Ménines. ».

## Description et interprétation

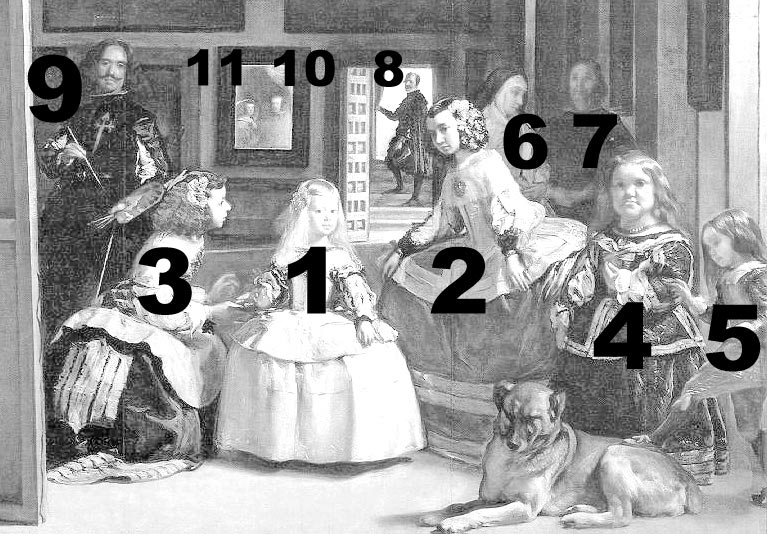
Numérotation des personnages

La numérotation des personnages fait référence à l'image ci-contre
Le décor des Ménines est planté dans les appartements de Velázquez, au palais de l'Alcazar royal de Madrid, sous le règne de Philipe IV. Cette grande pièce est présentée, selon Silvio Gaggi, comme "une simple boîte qui pourrait être divisée en une grille de perspective avec un seul point de fuite". Au centre, à l'avant-plan, se tient l'infante Marguerite-Thérèse (1) alors âgée de 5 ans, portant une robe à vertugadin à rosette rouge et dentelles noires. Elle est accompagnée de deux demoiselles d'honneur : doña Isabel de Velasco (2), qui fait la révérence derrière la princesse, et doña María Agustina Sarmiento de Sotomayor (3), fille du comte de Salvatierra, à genoux devant, en train de présenter un plateau en or avec une cruche rouge posée (le bocaro) dessus et des gaufres ou des biscuits peut-être. À la droite se tiennent deux nains, les hombres de placer (« hommes de plaisir » souvent peints dans les portraits de cour, leur difformité servant à mieux mettre en valeur le physique des personnages principaux) : l'Allemande achondroplasique Maribarbola (4) (de son vrai nom Maria Barbola), et l'Italien, Nicolas Pertusato (5), qui s'amuse à essayer de réveiller un mâtin espagnol avec son pied. Derrière eux, se tiennent doña Marcela de Ulloa (6), la chaperonne de la princesse, habillée en deuil et discutant avec un garde du corps non identifié (7). Il semblerait que ce personnage non identifié soit Diego Ruiz de Azcona, écuyer des dames de la Cour.

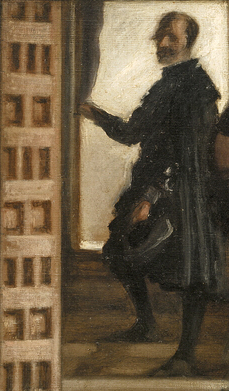
Détail de la porte dans l'arrière-plan du tableau

À l'arrière droit, se tient Don José Nieto (8), le chambellan de la reine et chef des ateliers de la tapisserie royale, et un possible parent du peintre. Nieto est montré prenant une pause, son genou droit replié, ses deux pieds sur des marches distinctes. Comme l'observe le critique d'art Harriet Stone, on ne peut vraiment savoir s'il est en train de sortir ou de rentrer. Il apparaît comme une silhouette sur une courte volée de marches et, contrairement à ce que décrivent Daniel Arasse et Michel Foucault dans leurs analyses du tableau, tenant d'une main non pas le rideau qui s'ouvre sur un mur incertain ou un espace vide, mais une poignée de porte étrangement située relativement bas à hauteur d'un enfant ou d'un nain. L'éclairage à contre-jour et la porte ouverte révèlent l'espace derrière Nieto et, selon l'historien de l'art Analisa Leppanen, attirent inévitablement notre regard dans les profondeurs. Le seul point de fuite de la perspective est derrière cette porte comme on peut le voir en prolongeant les lignes du plafond et du sol sur la droite. La réflexion du couple royal dans le miroir pousse dans l'autre sens, vers l'avant ou l'extérieur du tableau où se trouve le spectateur. Seuls le roi et la reine, qui partagent le point de vue du spectateur, voient Nieto qui n'est pas vu des autres personnages du tableau.
Velázquez (9) se peint à la gauche de la scène, regardant vers l’extérieur au-delà d'un large canevas soutenu par un chevalet. Sur sa poitrine se trouve la croix rouge de l'ordre de Santiago, ordre qu'il ne recevra pas avant 1659 trois ans après que la toile fut terminée. Selon Palomino (1724), Philippe IV a ordonné que cette croix soit ajoutée sur la toile à la mort de Velázquez. Cette retouche est peut-être l'œuvre du beau-fils de Vélazquez ou un des peintres de la Cour. Les clés de la charge de grand maître des appartements du Palais (aposentador mayor de Palacio) de Velázquez pendent à sa ceinture.
Un miroir sur le mur du fond réfléchit les bustes du roi Philippe IV (10) et de la reine Marie-Anne (11). L'interprétation la plus commune est que ce miroir réfléchit le couple royal en train de poser pour Vélasquez pendant que leur fille les regarde. Le tableau représente alors la scène telle qu'elle est vue par le couple royal en train de poser pour Velázquez.

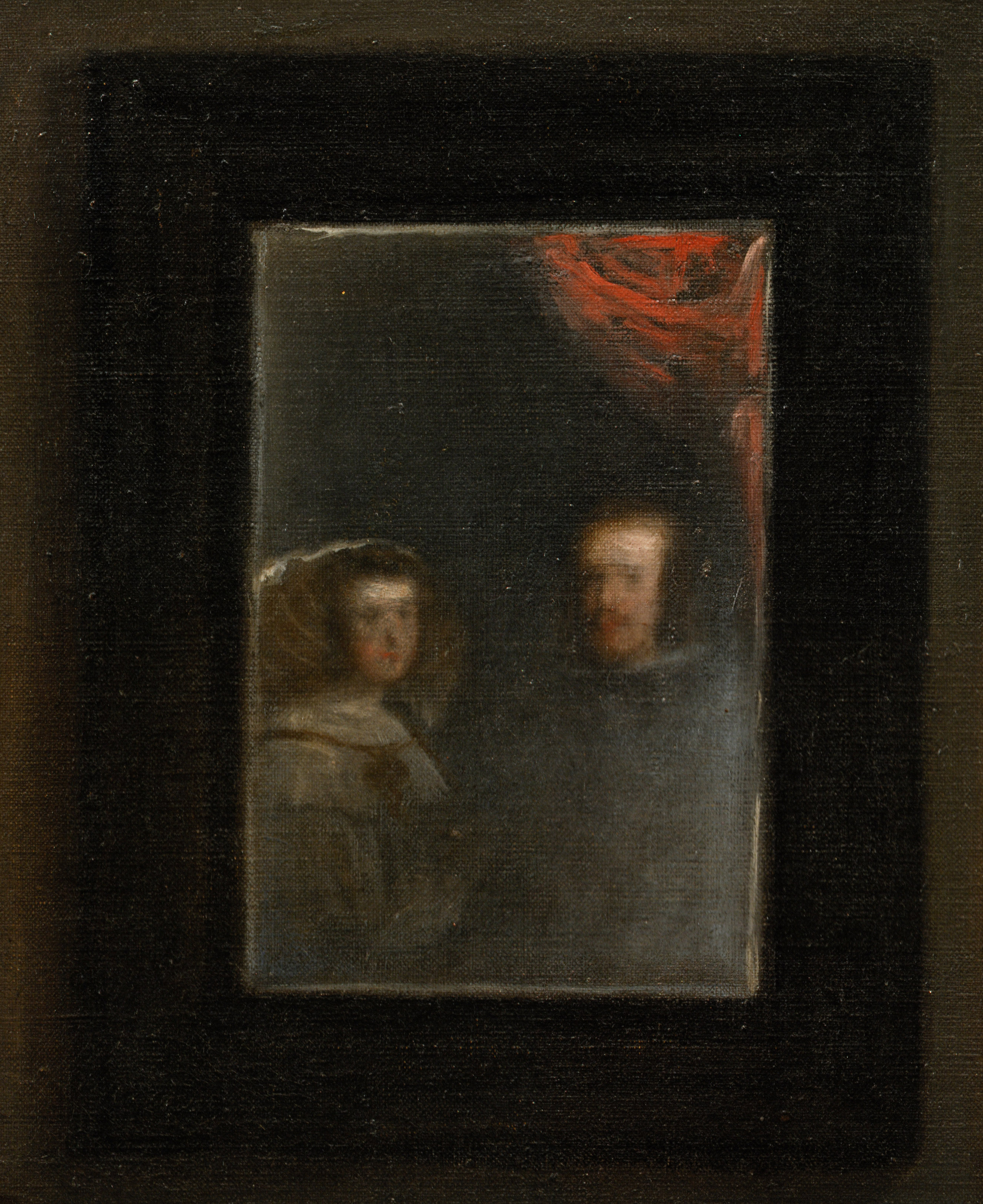
Détail du miroir avec la réflexion de Philippe IV et Marie-Anne

Sur les neuf figures dépeintes, cinq regardent directement le couple royal (et donc également la personne en train de regarder la toile). Leurs regards, ainsi que la réflexion du roi et de la reine, soutiennent l'hypothèse de la présence du couple royal en dehors du cadre de la peinture. Une hypothèse alternative de l'historien H. W. Janson est que le miroir au fond réfléchit la toile de Vélazquez qui représenterait alors le couple royal. De nombreux critiques supposent que  la scène est vue par le roi et la reine pendant qu'ils posent pour un portrait, tandis que l'Infante et ses compagnons sont là pour les distraire. D'autres soutiennent que Vélazquez se représente en train de peindre l'infante Margarita en se servant d'un grand miroir; le cas échéant, le miroir du fond lui réfléchirait l'arrivée inopinée du couple royal par une porte que lui cache sa toile. Aucune théorie en la matière n'est entièrement acceptée par tous.
Sur le mur du fond de la salle, plongé dans les ombres, sont accrochées des toiles dont une série de scènes des Métamorphoses d'Ovide peintes par Rubens et de copies de toiles de Jacob Jordaens peintes par le gendre et principal assistant de Velázquez Juan del Mazo. Les toiles sont placées exactement au même endroit que lors d'un inventaire d'époque. Sur le mur de droite, huit toiles, dont on ne voit que les cadres, sont disposées en grille.

## Analyse
L'aspect insaisissable des Ménines suggère, selon Dawson Carr, que « l'art et la vie sont une illusion ». Cette relation entre illusion et vie est un thème récurrent de l'art baroque espagnol du XVIIe dont le Don Quichote de Cervantes peut être vu comme l'exemple littéraire le plus connu. Dans cette optique, La vie est un songe, pièce de Calderón de la Barca écrite en 1635, est parfois vue comme l'équivalent littéraire de la toile de Vélazquez.

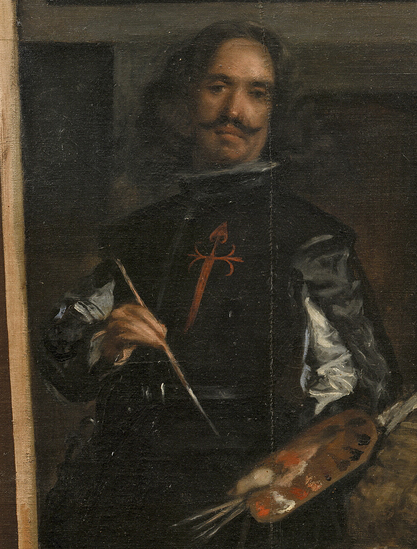
Détail montrant la croix rouge de l'ordre de Santiago sur les vêtements de Vélazquez. Ce détail a sans doute été ajouté après l'achèvement de la toile en 1656, Vélazquez ayant reçu cette distinction en 1659.

Jon Manchip White remarque que cette toile peut être vue à la fois comme un curriculum vitæ de la vie et de la carrière de Velázquez, et comme un condensé de l'état d'avancement de son art au moment de la peinture. Il place l'un des seuls autoportraits qu'on lui connait dans une pièce du palais royal, entouré de membres de la royauté, de courtisans, et d'objets qui résument sa vie à la cour. L'historienne de l'art Svetlana Alpers suggère qu'en dépeignant un peintre à l'œuvre en compagnie de la royauté et de la noblesse, Velázquez réclame de fait un statut social plus élevé à la fois pour l'artiste et son art et propose de considérer la peinture comme un art « libéral » et non plus « mécanique » comme à l'époque en Espagne. Ceci est d'une importance particulière pour Velázquez puisque le règlement de l'ordre de Santiago, qui lui sera remis en 1659 trois ans après que la toile fut achevée, excluait les membres dont le travail est lié aux arts mécaniques.
Michel Foucault consacre le premier chapitre de  Les Mots et les Choses à une analyse en détail des Ménines. Son analyse insiste sur la mise en abyme : Velásquez s'est représenté en train de peindre le tableau que le spectateur voit (les dimensions du tableau réel correspondent à celui qui est peint à la gauche du tableau et parallèlement aucun double portrait du roi et de la reine n'a jamais été retrouvé dans les inventaires)[réf. souhaitée].
Dans son analyse de 2015, Xavier d'Hérouville rapproche davantage la toile de son appellation première, à savoir La Famille de Philippe IV, qui lui a valu à l'époque d'être qualifiée de « théologie de la peinture » par Luca Giordano, peintre contemporain de Vélasquez. Au travers de cette représentation, le peintre aurait conceptualisé le regard du divin sur sa création. Lorsque le spectateur se place devant la toile, en lieu et place du cabinet de travail du roi auquel ce tableau était très exclusivement destiné, il se trouve instantanément investi du pouvoir divin, celui de « voir sans être vu » la Famille de Philippe IV. L'interface que constitue cette toile doit être dès lors considérée comme un « miroir sans tain » dans lequel chacun des protagonistes de cette représentation se regarde, et derrière lequel le monarque investit du pouvoir divin, et son épouse, peuvent à loisir et en toute discrétion contempler l'œuvre de leur vie, leur « Famille », au sens le plus large du terme. Plus loin encore, cette toile peut être non seulement vue comme un condensé de l'état d'avancement de son art au moment de la peinture, mais aussi comme un curriculum vitæ de la vie et de la carrière de Velázquez. Ce dernier ayant été jusqu'à se représenter dans cette « fresque » aux trois périodes clés de sa propre existence au sein de la Cour d'Espagne : en arrière-plan et à gauche, en tant que peintre du Roi, puis à droite cette fois, au cœur même de la Famille de Philippe IV , aux côtés de la gouvernante, en tant que valet de la chambre du Roi, et enfin au fond et au centre, campé dans les escaliers, en tant qu'Aposentador ou Maréchal du Palais, fonction suprême qu'il exerça en tant que meilleur ami et confident du Roi,,.

## Influence
En 1692, le peintre napolitain Luca Giordano fait partie des rares personnes autorisées à voir les peintures de la collection privée de Philippe IV dont Les Ménines fait partie. Giordano, grandement impressionné par cette toile, la qualifie de « théologie de la peinture » et s'en inspire pour peindre un Hommage à Vélazquez aujourd'hui conservé à la National Gallery de Londres. À partir du début du XVIIIe siècle, l'œuvre de Vélazquez commence à bénéficier d'une reconnaissance internationale. Néanmoins la popularité de l'art italien était à cette époque au plus haut parmi les collectionneurs, et l'attention s'est principalement portée sur les toiles qui montraient une influence italienne, tandis que Les Ménines était presque ignoré.

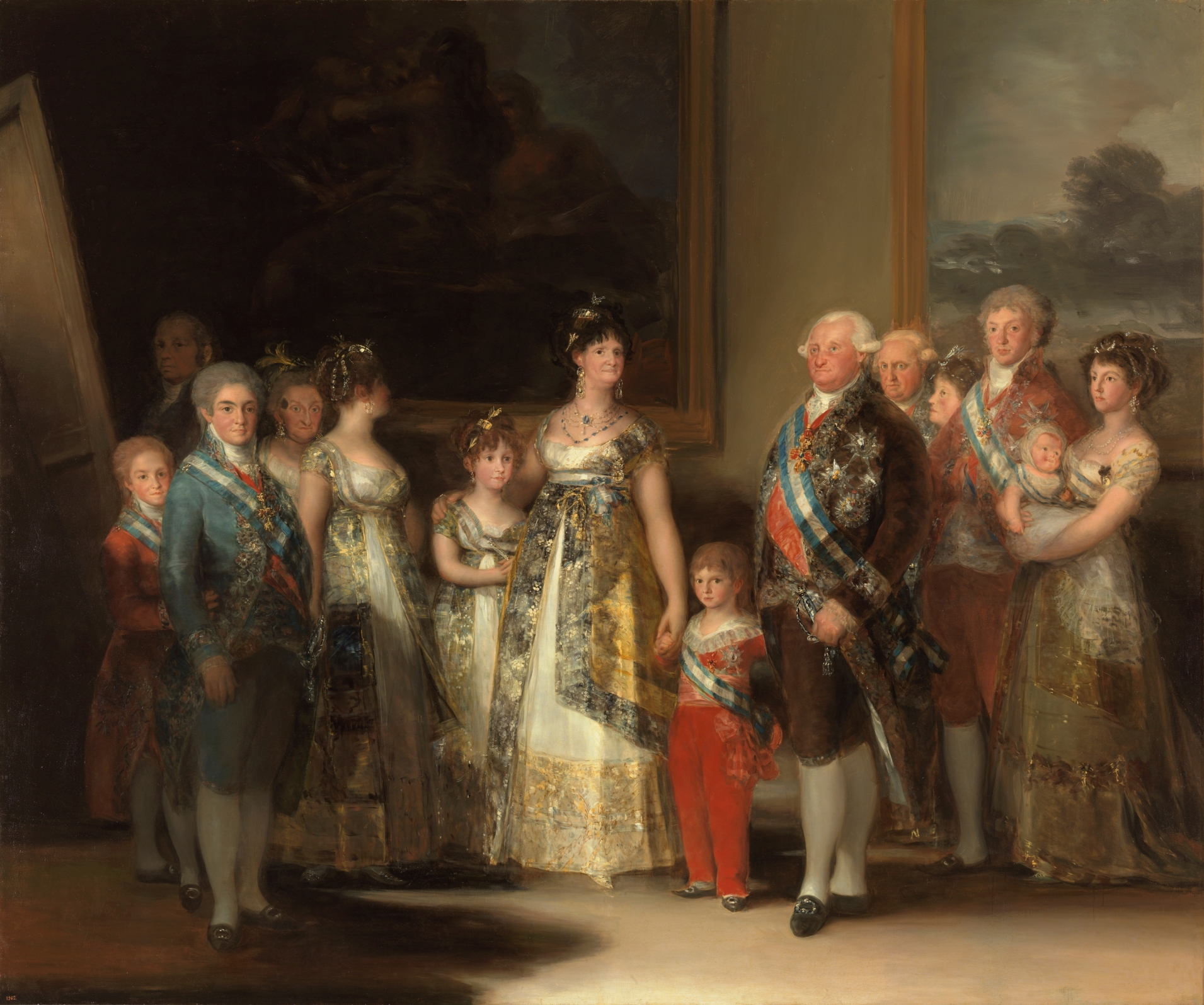
La Famille de Charles IV, de Francisco de Goya, fait référence à Les Ménines.

Une influence pratiquement immédiate des Ménines peut être vue dans deux portraits de Mazo : son portrait de l'infante Marguerite-Thérèse (voir section Description et interprétation ), peint dix ans après Les Ménines en 1666, qui représente l'infante Marguerite-Thérèse avec à l'arrière-plan Charles II et la naine Maribarbola, ainsi que son portrait de la Reine Mariana d'Espagne en deuil où l'on retrouve à l'arrière-plan une scène semblable à celle de l'avant-plan des Ménines.
En 1778, Francisco de Goya fait une gravure à l'eau-forte des Ménines, et il se servira plus tard du tableau de Velázquez comme d'un modèle pour sa toile Charles IV d'Espagne et sa famille. Comme dans Les Ménines, la famille royale peinte par Goya semble en train de visiter son atelier. Dans les deux tableaux, le peintre est représenté peignant une toile dont seul l'arrière est visible. En revanche, Goya remplace la perspective chaleureuse présente dans Les Ménines par ce que Pierre Gassier qualifie d'atmosphère de « suffocation imminente ». La famille royale de Goya est présentée sur une estrade face au public tandis que Goya se tient dans l'ombre du coin semblant les pointer du doigt en disant : « Regardez-les et jugez par vous-même! »

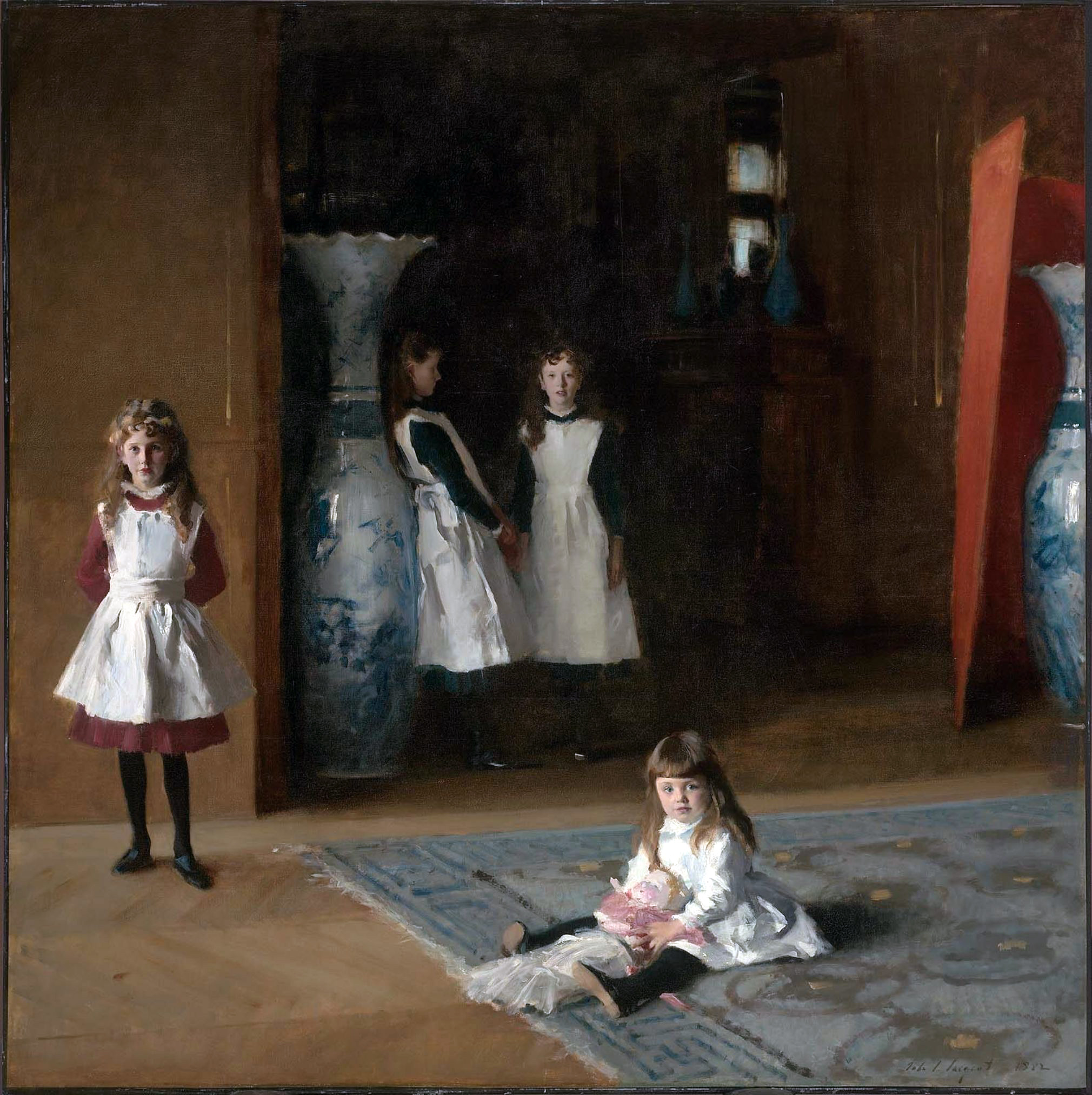
John Singer Sargent, les Filles d'Edward Darley Boit, 1882,, musée des beaux-arts de Boston.

Pendant la guerre d'indépendance espagnole (1808-1823) le collectionneur d'art britannique William John Bankes voyage en Espagne et acquiert une copie des Ménines peinte par Mazo. Il croit que c'est une esquisse préliminaire à l'huile, bien que Vélazquez peignît rarement d'esquisse préliminaire pour ses toiles. Bankes décrira cette toile comme « la gloire de sa collection » et elle sera admirée tout au long du XIXe siècle en Grande-Bretagne.
À partir de 1819, Ferdinand VII ouvre la collection royale au public, et le monde de l'art développe une nouvelle appréciation des peintures de Velázquez, moins marquée par l'art italien. En 1879, John Singer Sargent peint une copie à échelle réduite des Ménines, puis, en 1882, un hommage à cette toile à travers Les filles d'Edward Darley Boit.
Entre août et décembre 1957, Picasso peint 58 toiles différentes sur le thème des Ménines. Un grand nombre d'entre elles sont présentées au musée Picasso de Barcelone. Picasso n'a pas fait varier les personnages de la toile, mais a très largement retravaillé la scène au travers du jeu de la décomposition cubiste. Selon le musée Picasso, cette série de 58 toiles constitue « une étude exhaustive sur la forme, le rythme, la couleur et le mouvement ». 
Le choc esthétique ressenti par Herman Braun-Vega en découvrant cette série lors de son séjour à Barcelone en 1968, le pousse à réaliser dès son retour à Paris, dans le même délais que Picasso, sa propre série sur le thème des Ménines comportant le même nombre de tableaux. Un peu plus de dix ans après l’étude cubiste de celui qu’il considère comme son père spirituel, c’est une étude cinétique des instants ayant supposément précédé la pose figée par Vélasquez qui lui vaut les éloges de la critique pour sa première exposition personnelle parisienne. Le polyptyque principal de cette série intitulée Vélasquez mis à nu accompagné des Ménines est désormais exposé au Musée d’Antioquia à Medellín en Colombie. D’autres tableaux de cette série dont le quadriptyque Vélasquez allant à sont chevalet se trouvent au Musée d’Art Blanton, à Austin au Texas. L'année suivante, dans l'un de ses tableaux sur le thème du déjeuner sur l'herbe de Manet, Braun-Vega convoque simultanément Picasso, Vélasquez et à nouveau Les Ménines. Le tableau intitulé Les invités sur l'herbe fait partie de la collection du Musée d’Art moderne de Paris.
Une gravure de 1973 de Richard Hamilton nommée Les Ménines de Picasso s'inspire à la fois des toiles de Picasso et de l'original de Velázquez.
Bien plus récemment, le tableau des Ménines a été repensé par l'objectif moderne de la photographie pour une campagne publicitaire de la chaîne de grands magasins espagnols El Corte Inglés. Le tableau fait partie des « 105 œuvres décisives de la peinture occidentale » constituant le musée imaginaire de Michel Butor.

## Documentaires
- Les mystères des ménines réalisé par Andrés Sanz en 2019
- Émission Les petits secrets des grands tableaux par ARTE : saison 1, épisode 4

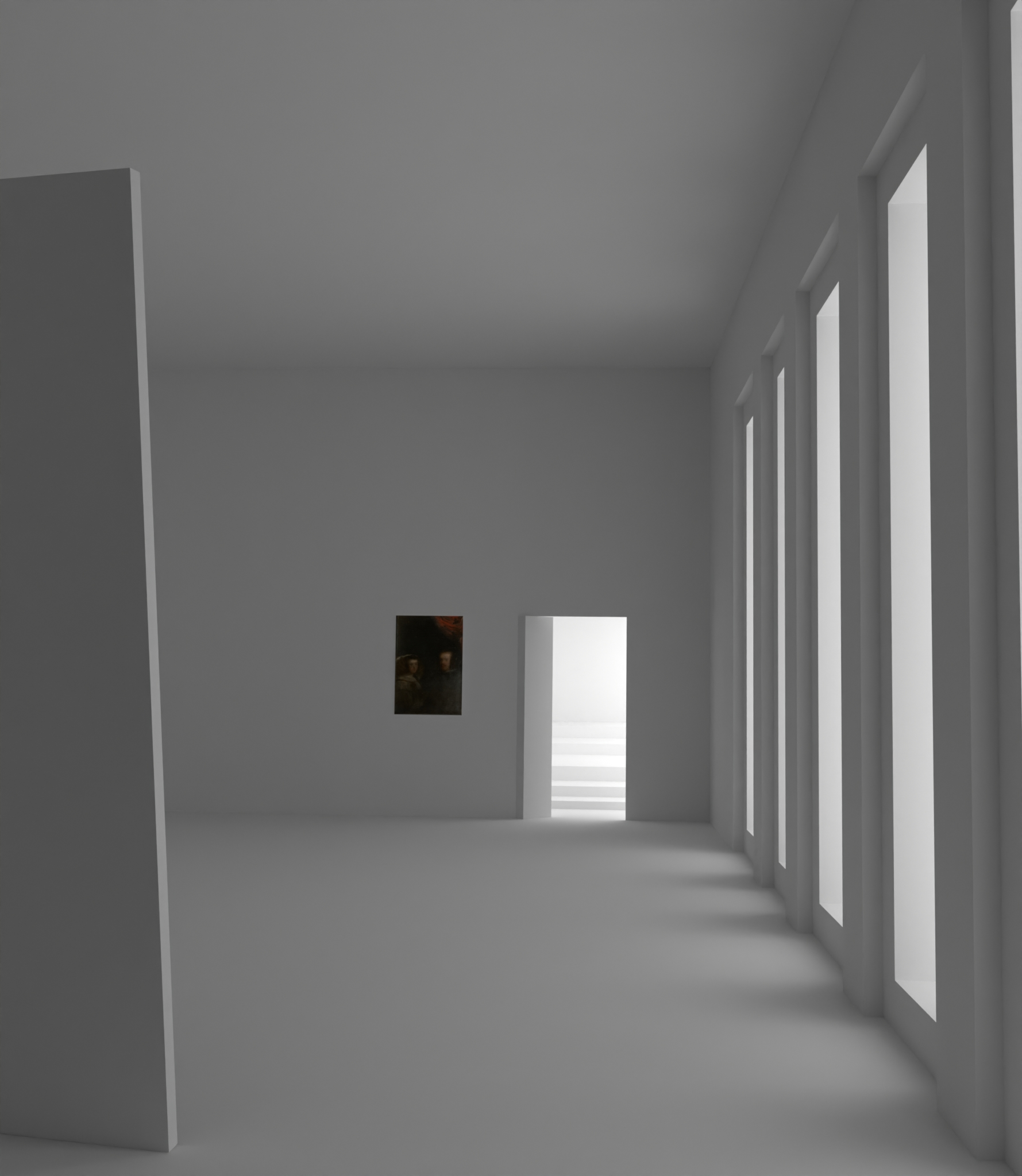
Reconstitution 3D depuis le point de vue de l'œuvre originale.

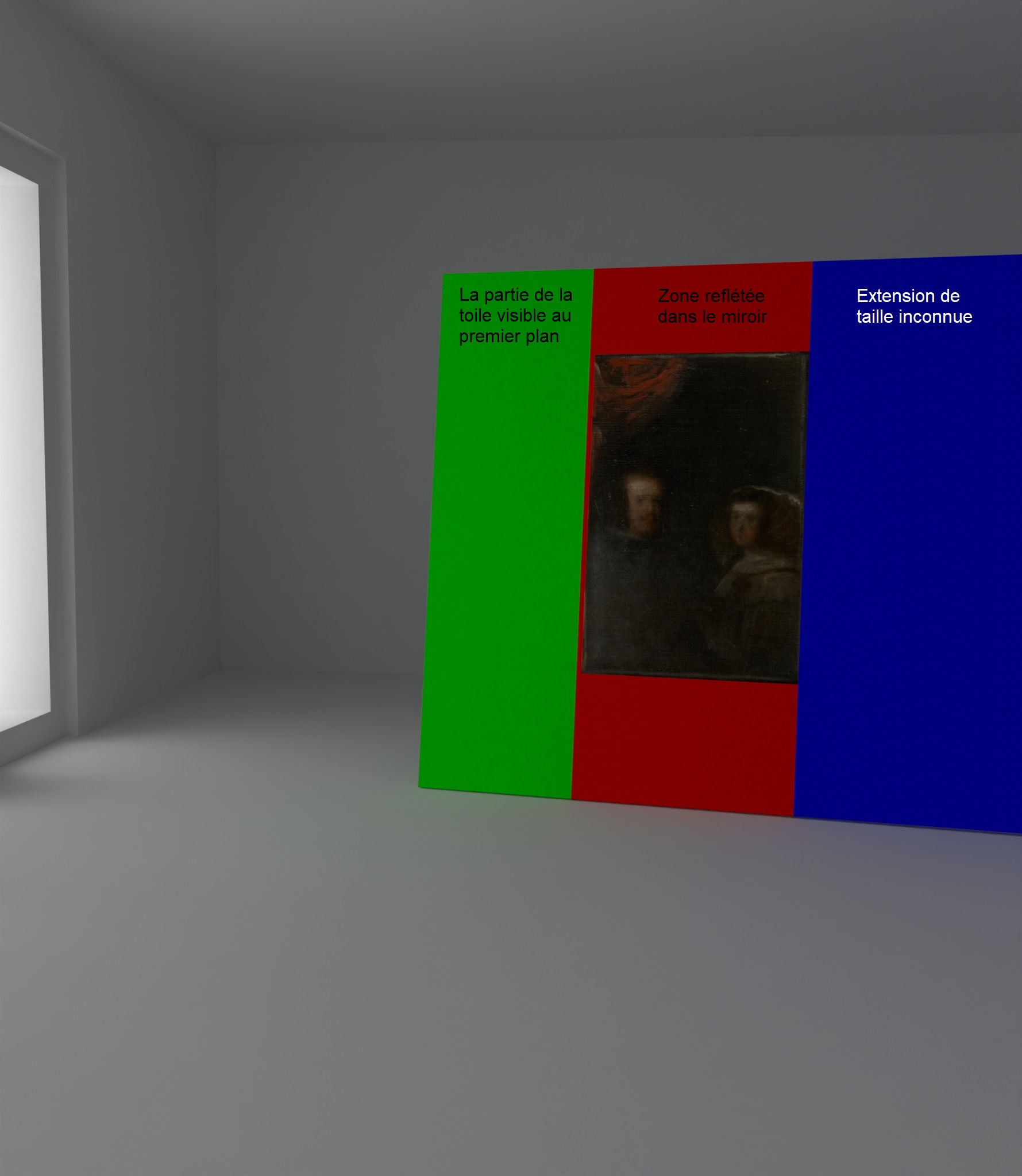
Les zones de la toile peinte par Velázquez.